# Wilhelm Friedrich Ernst Bach
Wilhelm Friedrich Ernst Bach (24. května 1759 Bückeburg, Německo – 25. prosince 1845 Berlín) byl německý klavírista, dirigent a hudební skladatel. Člen hudební rodiny Bachů.

## Život

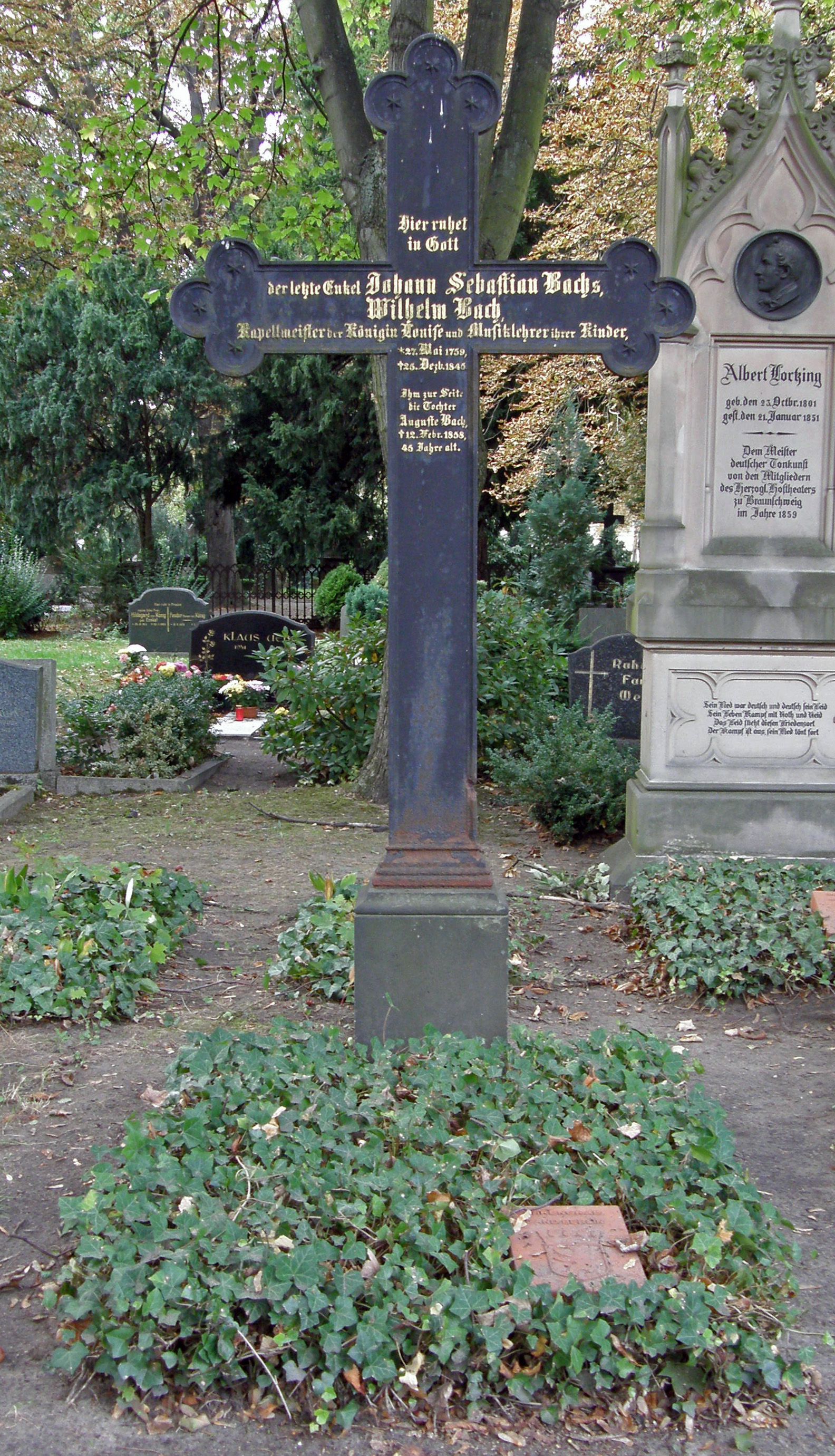
Hrob skladatele.

Wilhelm Friedrich byl nejstarším synem Johanna Christopha Friedricha Bacha a vnukem Johanna Sebastiana Bacha, který se proslavil jako hudební skladatel.
Studoval u svého otce a v roce 1778 absolvoval krátkou stáž u svého strýce Carla Philippa Emanuela v Hamburku. Ještě téhož roku odcestoval za dalším strýcem Johannem Christianem do Londýna, kde se živil jako klavírní virtuóz a učitel hudby. Po strýcově smrti se vydal na dlouhou koncertní cestu, při níž navštívil Holandsko a Paříž.
V roce 1784 se Wilhelm Friedrich Ernst Bach stal hudebním ředitelem v Mindenu, nedaleko svého rodiště. Při příležitosti návštěvy pruského krále Fridricha Viléma II. v roce 1789 zkomponoval kantátu Westphalens Freude ihren vielgeliebten König bey sich zu sehen (Radost Vestfálska z návštěvy svého milovaného krále), která zanechala na krále takový dojem, že Bacha jmenoval kapelníkem a cembalistou na dvoře královny Frederiky Luisy Hesensko-Darmstadtské, kterou též vyučoval hudbě. V roce 1795 se neúspěšně ucházel o místo dvorního kapelníka v Bückeburgu. Po smrti Fridricha Viléma II. pokračoval ve funkci dvorního kapelníka i u manželky Fridricha Viléma III. Luisy Meklenbursko-Střelické. Byl učitelem pruských princezen až do roku 1819, kdy odešel do výslužby s platem 300 tolarů.
Zemřel 25. prosince 1845 v Berlíně. Je pochován na hřbitově II. Sophiengemeinde Berlin.

## Dílo

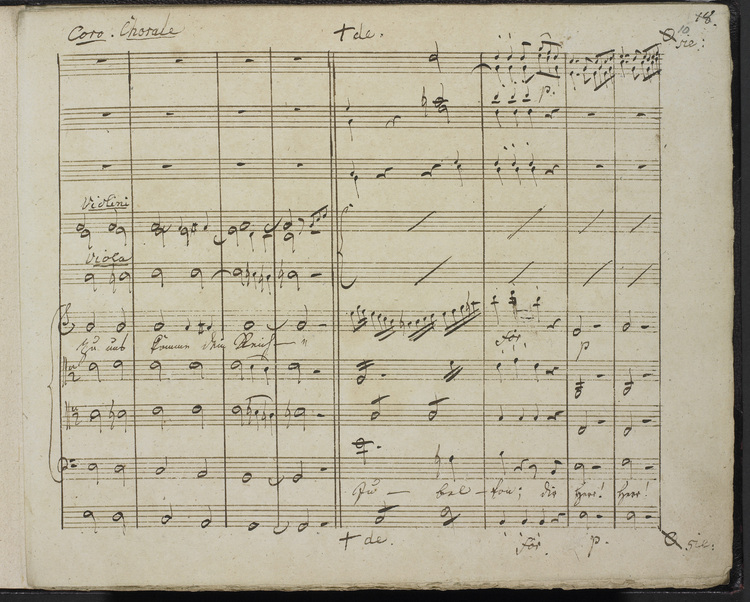
Rukopis partitury kantáty Vater unser.

### Kantáty
- Smuteční kantáta na smrt Frederika Velkého (Minden, 1787)
- Westphalens Freude (Die Nymphen der Weser), kantáta pro Fridricha Viléma II. (1788)
- Columbus oder die Entdeckung von America (1798)
- Concerto buffo B-dur
- L'amour est un bien supreme
- Ninfe se liete
- Vater unser

### Písně
- Výběr německých a francouzských písní a ariet
- Rheinweinlied
- Wiegenlied einer Mutter
- 12 Freymaurer-Lieder (původně připisováno Carl Philipp Emanuel Bach|Carlu Philippu Emanuelu Bachovi jako W 202)

### Orchestrální skladby
- 2 sinfonias (C-dur, G-dur)
- 2 suites (Es-dur, B-dur)
- Ballet-pantomime
- 3 klavírní koncerty
- Koncert pro dva klavíry

### Komorní skladby
- Sextet Es-dur pro dva lesní rohy, housle, violu a violoncello
- 3 sonáty pro housle a klavír op. 2
- Smyčcové trio G-dur
- Sinfonia C-dur pro housle a klavír

### Klavírní skladby
- 6 sonát pro klavír op. 1 (Londýn, 1785)
- 5 sonát a duet (Londýn, cca 1780)
- XII grandes variations sur un air aIlemand populaire (Berlin, nedatováno)
- Andante a-moll (klavír na čtyři ruce)
- Das Dreyblatt F-dur pro klavír na 6 rukou
- Grand sonata Es-dur (1778)
- Variations on 'God save Frederick our King'
- A Favourite Overture a Divertimento (klavír na čtyři ruce)